# Comiendo uvas
Comiendo uvas es un cuadro realizado en 1898 por el pintor valenciano Joaquín Sorolla.

## Descripción
Se trata de una obra que perteneció al doctor Simarro pero que fue adquirida, por un precio de 5000 pesetas, por Clotilde García en la exposición celebrada en el Ateneo de Madrid en 1922. Representa el busto de un niño de frente; su cabeza está cubierta con un sombrero de paja de ala ancha y viste una camisa de color salmón. En la mano derecha sostiene un racimo de uvas mientras que con la mano izquierda introduce varias uvas en su boca.